# Rivière aux Castors Noirs
Pour les articles homonymes, voir Castor.
La rivière aux Castors Noirs est un affluent de la rivière Batiscan, coulant en Haute-Batiscanie, dans la province de Québec, Canada. Ce cours d’eau traverse :
- le territoire non organisé de Lac-Croche lequel fait partie de la municipalité régionale de comté (MRC) de La Jacques-Cartier, dans la région administrative de la Capitale-Nationale ; et
- la municipalité de Lac-Édouard laquelle fait partie de l’Agglomération de La Tuque, dans la région administrative de la Mauricie.

Cette rivière se situe entièrement en zone forestière dans la Réserve faunique des Laurentides, près de sa limite ouest. Ce bassin versant est desservie par quelques routes forestières.
La foresterie constitue la principale activité économique du secteur ; les activités récrétouristiques, en second,.
La surface de la rivière aux Castors Noirs (sauf les zones de rapides) est généralement gelée de début décembre à fin mars, mais la circulation sécuritaire sur la glace se fait généralement de fin décembre à début mars. Le niveau de l'eau de la rivière varie selon les saisons et les précipitations.

## Géographie
La rivière aux Castors Noirs tire sa source du lac à la Poêle (longueur : 2,6 km ; altitude : 483 m) dans le territoire non organisé de Lac-Croche. Ce lac fait tout en longueur est surtout alimenté par la décharge du lac de la Queue, la décharge du lac Cos, la décharge du lac Dabin et la décharge du lac Tretté. Son émissaire est situé au fond d’une baie de la partie nord-ouest du lac.
Le cours de la rivière chevauche la limite des régions administratives de la Capitale-Nationale et de la Mauricie.
La rivière aux Castors Noirs se déverse au fond d’une baie sur la rive nord d’un lac formé par l’élargissement de la rivière Batiscan. Cette confluence est située à 2,1 km de la voie ferrée du Canadien National, à 4,5 km à l’ouest du lac des Trois Caribous, et à 6,4 km au sud-est du centre du village de Lac-Édouard.

## Toponymie
Le toponyme rivière aux Castors Noirs a été officialisé le 5 décembre 1968 dans la Banque des noms de lieux de la Commission de toponymie du Québec.